# Caproni C.H.1
Il Caproni (Taliedo) CH.1 fu un caccia biplano monoposto progettato dall'ing. Antonio Chiodi e costruito nel 1935 dall'azienda italiana Aeronautica Caproni. Si caratterizzava per una buona aerodinamica e una posizione di pilotaggio sopralevata e molto arretrata raccordata con la deriva posteriore.

## Storia del progetto

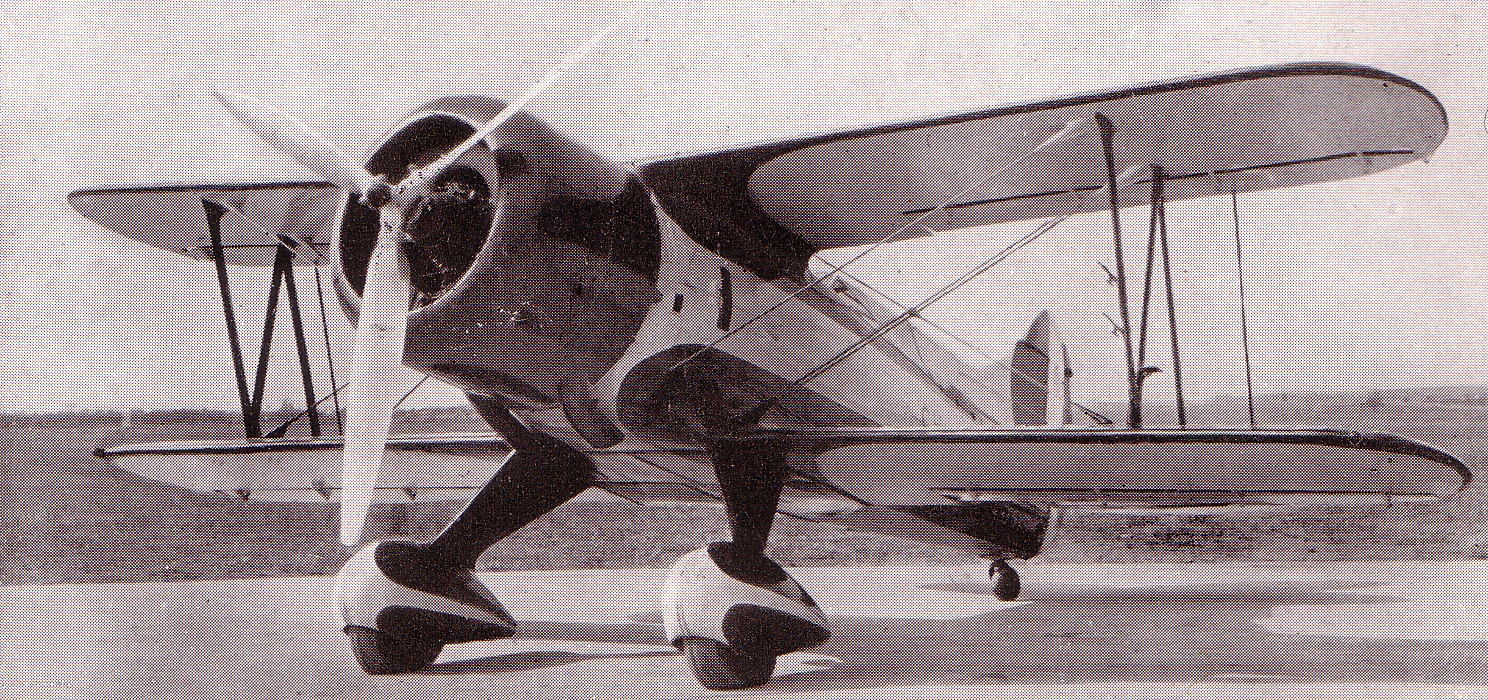
Il Caproni CH.1 visto di fronte.

Questo velivolo rappresentò per l'Aeronautica Caproni un punto di svolta rispetto alla precedente produzione di bombardieri e ricognitori. Infatti, era nelle intenzioni dell'Azienda, agli inizi del 1934, creare un modello di aereo da combattimento ad alte prestazioni che potesse competere con il coevo Fiat CR.32, che era entrato in servizio presso la Regia Aeronautica italiana a partire dal 1933.
Il primo prototipo volò nel febbraio del 1935, quando già il Fiat CR.32 era entrato in linea.
A riprova dell'importanza attribuita al progetto si scelse la designazione CH, dal nome del progettista Antonio Chiodi, al posto della consueta designazione degli aerei Caproni: Ca.
Dopo i primi test di volo, effettuati dallo stesso ing. Chiodi, vennero confermate le ottime qualità velocistiche e ascensionali del velivolo comparate con il Fiat CR.32.
Gli ulteriori sviluppi previsti avrebbero reso ancora più competitivo il velivolo che richiedeva anche una manutenzione più semplice di quella del concorrente.
A causa di uno sfortunato incidente, durante il rullaggio prima di un decollo di un volo di prova nel corso dei collaudi militari a Guidonia, venne deciso di abbandonare il progetto. L'incidente, che comportò gravi danni all'unico prototipo, avvenne durante un rullaggio a terra quando il velivolo si ribaltò a causa di una trincea di terra non vista. Il ribaltamento aveva comportato un grave danno strutturale al velivolo e lo stesso Caproni, sfiduciato, non ritenne di dover continuare il progetto anche per i tempi ormai avanzati, rispetto alle richieste della Regia Aeronautica.

## Tecnica

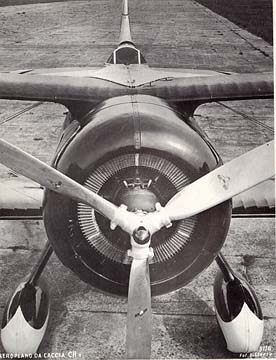
Vista frontale del motore del CH.1

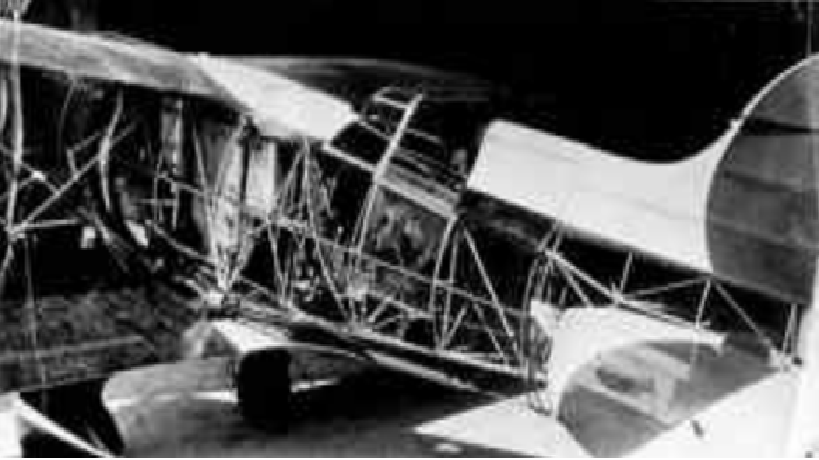
Vista della struttura a tralicci di tubi saldati

Il Caproni C.H.1 era costruito con tubi di acciaio saldati tra loro, rivestiti da lamierino metallico. Le ali, sfalsate tra loro, avevano la struttura in alluminio ed erano rivestite in tela.
L'ala superiore era allineata con il dorso della fusoliera e raccordata a quella inferiore per mezzo di montanti metallici a N con tiranti metallici tra gli stessi e la fusoliera.
Il posto di pilotaggio era molto arretrato sulla fusoliera e raccordato con il timone verticale posteriore e, inoltre, era coperto da una cappottina ad apertura laterale; per questo aspetto si ispirava ad alcuni modelli di aerei da competizione (Gee Bee racers) prodotti negli anni trenta negli Stati Uniti dalla Granville Brothers Aircraft.
Dotato di un motore radiale Piaggio Stella P.IX RC.40, con cappottatura NACA comandava un'elica tripala metallica.
Aveva un carrello fisso interamente carenato, pesava a vuoto 1 475 kg e a pieno carico 1 975 kg. Era armato con due mitragliatrici Breda-SAFAT da 7,7 mm sincronizzate con l'elica.
La velocità massima era di 377  km/h mentre quella di minima di 108 km/h; il velivolo eccelleva nelle prestazioni di salita.
La superficie alare complessiva era di 19 m², mentre la lunghezza del velivolo era di 7,15 m.